# Emma Griffin
Emma Griffin est professeure d'histoire britannique moderne à l'Université d'East Anglia et s'intéresse particulièrement à la révolution industrielle et à l'histoire sociale et de genre. Elle est l'auteur de cinq livres. Son deuxième livre, Blood Sport, reçoit le prix Lord Aberdare d'histoire littéraire. Elle est présidente de la Royal Historical Society et co-rédactrice en chef de The Historical Journal. Elle fait partie du projet de recherche Living with Machines - un projet d'histoire numérique multidisciplinaire basé à l'Institut Alan Turing et à la British Library, qui cherche à repenser l'impact de la technologie sur la vie des gens ordinaires pendant la révolution industrielle.

## Éducation et postes universitaires
Griffin fait ses études à l'Université de Londres (où elle étudie l'histoire) et à l'Université de Cambridge, après avoir été membre du Trinity College. Elle occupe une bourse postdoctorale de la British Academy et des postes de visite à l'Université de Paris et à l'Université de Sheffield avant de rejoindre l'Université d'East Anglia en tant que maître de conférences en 2005, où elle est maintenant professeur d'histoire britannique moderne. Griffin est rédactrice en chef de History: The Journal of the Historical Association de 2010 à 2018. Elle dirige également Cultural and Social History et est l'une des directrices littéraires de la Royal Historical Society, et est actuellement co-rédactrice en chef de The Historical Journal.

## Carrière professionnelle
Griffin est une historienne de la Grande-Bretagne moderne largement publiée, surtout connue pour son travail sur la vie des gens ordinaires en Grande-Bretagne pendant la révolution industrielle. Elle publie cinq livres et plusieurs articles dans des revues à fort impact, notamment Past & Present, The American Historical Review et The English Historical Review. Elle joue un rôle dans la profession grâce à son important travail éditorial pour des revues savantes et ses services aux sociétés savantes, notamment la Royal Historical Society.
Les premiers travaux de Griffin sont nés de son doctorat de l'Université de Cambridge en 2000 sur les loisirs populaires en Grande-Bretagne au cours du long XVIIIe siècle. Cela aboutit à deux livres: England's Revelry: A History of Popular Sports and Passetimes, 1660–1800 (Oxford University Press, 2005) et Blood Sport, A History of Hunting in Britain (Yale University Press, 2007).
Dans les années 2010, le travail de Griffin s'éloigne de la culture populaire et commence à se concentrer sur la révolution industrielle britannique. En 2010, elle publie A Short History of the British Industrial Revolution (Palgrave, 2010) dans laquelle elle soutient que la révolution industrielle britannique s'est produite plus tard qu'on ne le prétend généralement. Griffin fait valoir que bon nombre des grandes inventions de la révolution industrielle sont de nature assez traditionnelle, et c'est le développement de la machine à vapeur et l'application du charbon aux processus industriels qui marquent le passage à l'industrialisation proprement dite. Elle date ce développement des années 1830, plusieurs décennies plus tard que de nombreuses tentatives antérieures pour dater la révolution industrielle.
En 2013, elle publie Liberty's Dawn: A People's History of the Industrial Revolution (Yale University Press, 2013), dans lequel elle se concentre sur l'impact de l'industrialisation sur la vie des gens ordinaires. Elle s'oppose à l'interprétation pessimiste de l'impact de l'industrialisation sur le niveau de vie. Elle développe ensuite cet argument dans un article pour Past & Present. Elle fait valoir que les approches sociales et culturelles offrent une perspective précieuse qui devrait être incluse dans les études sur la Révolution industrielle. Elle adopte une perspective familiale et utilise des autobiographies de la classe ouvrière comme preuve. De cette façon, elle fait valoir que les méthodes traditionnelles d'histoire économique ne sont pas assez sensibles pour capter la réalité et la complexité des niveaux de vie au niveau individuel.
Griffin apparait régulièrement à la radio et à la télévision de la BBC en tant que contributrice, écrivaine et présentatrice. Elle est représentée par des agents de Knight Ayton et de l'agence Wylie.

## Publications
- England's Revelry: A History of Popular Sports and Passetimes, 1660–1800 (Oxford University Press, 2005) [8]
- Blood Sport. A History of Hunting in Britain (Presse universitaire de Yale, 2007)[9]
- A Short History of the British Industrial Revolution (Palgrave, 2010)[5]
- Liberty's Dawn: A People's History of the Industrial Revolution (Yale University Press, 2013)
- Bread Winner: An Intimate History of the Victorian Economy (Yale University Press, 2020)